# Jade Wilcoxson
Jade Wilcoxson née le 17 avril 1978 à Colorado Springs, est une coureuse cycliste américaine.

## Palmarès sur route
- 2011
  - Sea Otter Classic
- 2012
  - Tour of Elk Grove
  - Joe Martin Stage Race
  - 4e étape de Joe Martin Stage Race
  - 2e et 3e étapes de Tour of Elk Grove
  - 2e du Sunny King Criterium
  - 3e du North Star Grand Prix
- 2013
  -  Championne des États-Unis sur route
  - 3e et 4e étapes de Nature Valley GP

## Coupe du monde
- 2014
  - 2e de la poursuite par équipes à Guadalajara

### Championnats des États-Unis
- 2013
  -  Championne des États-Unis de poursuite

### Autres
- 2013
  - 3e de la poursuite par équipes au GP de Los Angeles

## Palmarès en cyclo-cross
- 2013
  - 2e du championnat des États-Unis de cyclo-cross
  - 15e aux championnats du monde